# Wincenty Sicluna Hernández
Wincenty Sicluna Hernández, Vicente Sicluna Hernández (ur. 30 września 1859 w Navarrés, zm. 22 września 1936 w Bolbaite) – hiszpański błogosławiony Kościoła katolickiego.
Studiował teologię w seminarium w Walencji. Święcenia kapłańskie otrzymał w 1884 roku i został proboszczem w Navarrés. W 1936 roku doszło do wybuchu wojny domowej w Hiszpanii i 22 września 1936 roku został postrzelony w szyję i zmarł.
Wincentego Sicluna Hernándeza beatyfikował Jan Paweł II w dniu 11 marca 2001 roku jako męczennika zamordowanego z nienawiści do wiary (łac. odium fidei) w grupie 232 towarzyszy Józefa Aparicio Sanza.